# 佐藤孝樹
佐藤 孝樹（さとう こうき、1984年6月25日 - ）は、日本の元ラグビー選手。

## プロフィール
- 大分県出身[1]。
- ポジションはフッカー(HO)。
- 身長 172cm、体重 100kg
- ニックネームはこうき。
- 九州代表に選ばれたことがある[2]。

## 略歴
2003年、大分舞鶴高校卒業後、大阪体育大学に入る。
2007年、大阪体育大学卒業後、九州電力キューデンヴォルテクスに加入。同年10月28日に行われたジャパンラグビートップリーグ第1節の三菱重工相模原ダイナボアーズ戦に先発出場で公式戦初出場を果たした。
2018年、現役を引退した。